# Olaf Kübler (Physiker)
Olaf Kübler (* 5. April 1944 in Berlin) ist ein deutscher Physiker. Er war Professor an und Präsident der ETH Zürich.
Kübler studierte ab 1962 Physik an der TH Karlsruhe und theoretische Physik an der ETH Zürich mit dem Diplom 1967. Dabei war er ab 1965 Stipendiat der Studienstiftung des Deutschen Volkes. Danach war er an der Universität Heidelberg, an der er 1970 promoviert wurde (Über die Bestimmung von Trägheitsmomenten aus projizierten Wellenfunktionen). Ab 1972 war er Forschungsassistent am Institut für Zellbiologie der ETH Zürich und 1978 habilitierte er sich dort über digitale Bildverarbeitung in der Elektronenmikroskopie (Image processing in electron microscopy), die er dort einführte. 1979 war er Gastwissenschaftler an der University of Arizona in Tucson und ab 1979 Professor für Bildwissenschaft (Image Science) in der Fakultät für Elektrotechnik der ETH Zürich. 1987 bis 1995 leitete er das Nationale Forschungsprogramm der Schweiz für Künstliche Intelligenz und Robotik. 1996/97 war er Vizepräsident für Forschung der ETH Zürich und 1997 bis 2005 Präsident der ETH. 2006 emeritierte er.
Er befasst sich mit digitaler Bildverarbeitung mit Anwendungen medizinischer Diagnostik, Robotik, Fernerkundung und Strukturbiologie.
Er war unter anderem Gastwissenschaftler in der Robotik Gruppe am INRIA Forschungszentrum in Sophia-Antipolis bei Nizza (1990 und 1993 als Gastprofessor), am Lawrence Berkeley National Laboratory (1991) und an der EPFL in Lausanne (1996), wo er sich auf seine Präsidentenämter an der ETH Zürich vorbereitete.
1997 bis 2003 war er im wissenschaftlichen Beirat des Wissenschaftskollegs zu Berlin und von 2000 bis 2003 dessen Vorsitzender. 2001 bis 2007 war er im Verwaltungsrat von Siemens Schweiz und er Mitglied des Aufsichtsrats der Robert Bosch AG (2007). 2002 bis 2007 war er im Senat der Max-Planck-Gesellschaft. Er war im Rat (Board of Trustees) der Nationaluniversität Singapur und des Institute for Science and Technology Austria (ISTA), dessen wissenschaftlichen Leitungsrat er von 2006 bis 2009 leitete. Außerdem war er im Rat der Universität Stuttgart und der King Abdullah University of Science and Technology (KAUST) in Saudi-Arabien.
1990 bis 1993 war er Mitherausgeber von Pattern Recognition.
Er war mit Gunhild Kübler verheiratet.